# Taymyria

Bandeira de Taymyria

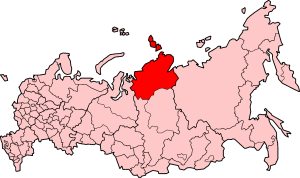
Distrito Autônomo de Taymyria (em vermelho)

O Okrug (distrito) Autônomo de Taymyria (Em russo: Таймы́рский Долга́но-Не́нецкий автоно́мный, Taymyrskiy Dolgano-Nenetskiy avtonomniy;Nenets: Таймыр Долганы-Ненэцие район; Enets: Таймыр Оша-Дюрак район) foi uma divisão federal da Federação Russa até 1º de janeiro de 2007, quando, juntamente com o Okrug Autônomo da Evenkia, agregou-se  ao Krai de Krasnoiarsk. Recebeu o nome da Península de Taimir. Com uma área de 862.100 km² e uma população de 39.786 (censo de 2002), Taymyria é uma das áreas de menor densidade populacional da Rússia. Dudinka, com mais do que a metade de habitantes de Taymyria, é o centro administrativo. 